# تتنی
تتنی (به انگلیسی: Tetney) یک روستا و محله مدنی در بریتانیا است که در لیندسی شرقی واقع شده‌است. تتنی ۱٬۷۲۵ نفر جمعیت دارد.